# Programme sur l'homme et la biosphère
Pour les articles homonymes, voir Mab.
Le Programme sur l'homme et la biosphère (ou Programme MAB pour Man and Biosphere) est l’un des quatre programmes de l’Unesco dans le domaine des sciences exactes et naturelles, avec le Programme hydrologique international (PHI), le Programme international des sciences fondamentales (PISF), et le Programme international de géosciences (PICG).
Le programme MAB, initié en 1968 et créé officiellement en 1971 au siège de l'Unesco à Paris, vise à établir une base scientifique pour améliorer les relations homme-nature au niveau mondial.
Parce qu’il touche à des enjeux à la croisée des domaines scientifiques, écologiques, sociétaux et du développement, le programme MAB rassemble plusieurs disciplines (sciences exactes et naturelles, sciences sociales, économie et éducation) destinées à améliorer les environnements humains et préserver les écosystèmes naturels.
Le programme MAB encourage notamment les approches novatrices pour un développement économique respectueux des valeurs sociales, culturelles et écologiques. Il vise à parvenir à un équilibre durable entre les nécessités parfois conflictuelles de conserver la diversité biologique, de promouvoir le développement économique, et de sauvegarder les valeurs culturelles qui y sont associées. Les réserves de biosphère sont des sites où cet objectif est testé, affiné, appliqué et vulgarisé.
Ce programme s'exprime dans chaque pays à travers des comités nationaux et au niveau mondial avec le réseau mondial des réserves de biosphère.
Le lancement du site du « MAB a 40 ans » a été l’occasion de rendre hommage à Michel Batisse qui a joué un rôle central dans la création, le lancement et le développement du Programme MAB et du réseau mondial des réserves de Biosphère.